# Apple A10X
Apple A10X Fusionは、Appleが設計した64ビットARM SoC である。2017年6月12日に発表されたiPad Pro（第2世代）に搭載されるチップとして登場した。AppleはApple A9Xに比べ1.3倍の能力のCPU、1.4倍の能力のGPU、2倍のメモリバンド幅といった性能の大幅な向上を発表している。

## デザイン
内蔵コアがA9XのデュアルコアからA10Xはヘキサコアへと変わっているが、全コアフル稼働が可能なA11以降のSoCとは異なり高性能コア×3と高効率コア×3を使い分けて動作する。L2キャッシュがA9Xの3MBから8MBに増加している。GPUは、前世代と同じくPowerVR Series 7XT系統の12コアを搭載し、おおよそA12 Bionic相当の性能を持つ。Apple TV 4K（第1世代）に搭載されたA10Xはパッケージ内に3GBのLPDDR4 SDRAM、iPad Proに搭載されたA10Xは、パッケージ内に4GBのLPDDR4 SDRAMを積層する。

## 採用製品
- 12.9インチiPad Pro (第2世代)
- 10.5インチiPad Pro
- Apple TV 4K (第1世代)